# Insensato Coração
Insensato Coração é uma telenovela brasileira produzida e exibida pela TV Globo de 17 de janeiro a 19 de agosto de 2011, em 185 capítulos. Substituiu Passione e foi substituída por Fina Estampa, sendo a 1.ª "novela das nove" transmitida pela emissora, após a emissora deixar de utilizar o título "novela das oito" para as produções da principal faixa do horário nobre.
Teve a autoria de Gilberto Braga e Ricardo Linhares, com colaboração de Ângela Carneiro, Fernando Rebello, Izabel de Oliveira, João Ximenes Braga, Maria Helena Nascimento e Nelson Nadotti. A direção foi de Dennis Carvalho, Vinícius Coimbra, Cristiano Marques e Flávia Lacerda, com direção geral de Vinícius Coimbra e Dennis Carvalho, também diretor de núcleo.
Contou com as participações de Glória Pires, Gabriel Braga Nunes, Paolla Oliveira, Eriberto Leão, Herson Capri, Deborah Secco, Antônio Fagundes e Camila Pitanga.

## Enredo
Indo a Florianópolis para o casamento de sua amiga Luciana, a quem não vê há anos, a designer de interiores Marina se apaixona pelo piloto aeronáutico Pedro durante a viagem, sem saber que ele é o noivo. Infeliz com o futuro casamento e interessado em Marina, o rapaz termina o noivado a dias da cerimônia, porém Luciana se revolta e invade seu voo de trabalho para tomar satisfação, e acaba causando um acidente na decolagem, a matando e deixando Pedro cadeirante temporariamente. Julgado e condenado como culpado, o piloto perde a licença e é mandado para a prisão durante um tempo, mas fica surpreso ao perceber que Marina está ao seu lado e luta para viver este intenso amor após sua libertação. Os dois, porém, têm que lidar com a interferência de outras pessoas, como Irene, prima de Pedro apaixonada por ele e disposta a tudo para tê-lo, e Eunice, irmã de Luciana que não aceita que o rapaz esteja livre e passa a infernizá-lo. Falsa moralista, ninguém imagina que Eunice tenha um caso com Ismael, embora seja casada com Júlio.
Além disso, Pedro vive uma relação conturbada com seu irmão Léo, um homem inescrupuloso, envolvido com a criminalidade, que morre de inveja do caçula por ser o preferido do pai, Raul, o que sempre fez com que a mãe, Wanda, acobertasse seus erros. O mau caráter seduz a viúva Norma, enfermeira de um milionário doente, para conseguir acesso à casa dele e roubar todo seu dinheiro. A culpa, porém, cai em cima de Norma, que passa cinco anos na cadeia e, após conseguir liberdade condicional, começa uma caçada ao algoz para aplicar sua vingança. Enquanto isso Léo passa a armar contra Pedro para se casar com Marina como troféu de sua superioridade ao irmão. Já o conquistador André nunca saiu com uma mesma mulher duas vezes até encontrar Carol, uma executiva bem sucedida, mas infeliz por não poder ser mãe por um problema uterino que, inesperadamente, engravida dele. Sem conseguir ser fiel, o rapaz se envolve com Leila, tão liberal quanto ele, mas tenta reconquistar Carol ao perceber que ela está com Raul.
Natalie Lamour é uma "piriguete" que faz tudo pela fama e se casa com o banqueiro Horácio, sem saber que ele mandou matar a esposa e é envolvido em lavagem de dinheiro, sendo chantageado por Henrique. Horácio tem dois filhos, Paula, uma moça arrogante e que se acha superior pelo dinheiro, mas não imagina que o namorado Eduardo é gay e vive um romance secreto com Hugo; e Rafa, garoto tímido que é conquistado por Cecília, mas tem que lidar com o valentão Vinicius, que chega a estuprar a moça. Beto criou uma teia de mentiras para conquistar Alice e tenta manter todas as pontas amarradas com a ajuda da secretária Daisy, embora acabe se apaixonando por ela. Sueli é mãe de Eduardo e tem um quiosque em Copacabana que se torna um point LGBT, embora sofra ataques homofóbicos de Vinícius e sua gangue.

## Elenco
| Intérprete           | Personagem                                  |
| -------------------- | ------------------------------------------- |
| Paolla Oliveira      | Marina Drumond                              |
| Eriberto Leão        | Pedro Alencar Brandão                       |
| Gabriel Braga Nunes  | Leonardo Alencar Brandão (Léo)              |
| Glória Pires         | Norma Pimentel Amaral                       |
| Antônio Fagundes     | Raul Brandão                                |
| Camila Pitanga       | Carolina Miranda (Carol)                    |
| Lázaro Ramos         | André Gurgel                                |
| Natália do Vale      | Wanda Alencar Brandão                       |
| Deborah Secco        | Natalie Batista Cortez (Natalie Lamour)     |
| Herson Capri         | Horácio Cortez                              |
| Ricardo Pereira      | Henrique Taborda                            |
| Deborah Evelyn       | Eunice Alencar Machado                      |
| Tarcísio Meira       | Teodoro Amaral                              |
| Nathalia Timberg     | Vitória Drumond                             |
| Ana Lúcia Torre      | Anita Brandão (Tia Neném)                   |
| José de Abreu        | Milton Castelani                            |
| Maria Clara Gueiros  | Abigail Drumond Castelani (Bibi)            |
| Ricardo Tozzi        | Douglas Batista                             |
| Louise Cardoso       | Sueli Brito Aboim                           |
| Cássio Gabus Mendes  | Kléber Damasceno                            |
| Isabela Garcia       | Daisy Damasceno                             |
| Leonardo Miggiorin   | Roni Fragonard                              |
| Petrônio Gontijo     | Roberto Fischer (Beto)                      |
| Paloma Bernardi      | Alice Miranda                               |
| Thiago Martins       | Vinicius Rocha Amaral                       |
| Jonatas Faro         | Rafael Andrade Cortez (Rafa)                |
| Giovanna Lancellotti | Cecília Alencar Machado                     |
| Bruna Linzmeyer      | Leila Alencar Machado                       |
| Roberta Rodrigues    | Fabíola dos Santos                          |
| Fernanda Paes Leme   | Irene Brandão                               |
| Bete Mendes          | Zuleica Alencar                             |
| Rosi Campos          | Haidê Batista                               |
| Marcelo Valle        | Júlio Machado                               |
| Luigi Baricelli      | Oscar Amaral                                |
| Helena Fernandes     | Gilda Amaral                                |
| Rodrigo Andrade      | Eduardo Aboim                               |
| Marcos Damigo        | Hugo Abrantes                               |
| Tainá Müller         | Paula Cortez                                |
| Eduardo Galvão       | Dr. Wagner Peixoto                          |
| Edson Fieschi        | Dr. Nelson                                  |
| Leonardo Carvalho    | Dr. Willian Sampaio                         |
| Pedro Garcia Netto   | Fernando Brandão (Nando)                    |
| Ivan Mendes          | Renato                                      |
| Juliano Cazarré      | Ismael                                      |
| Kiko Pissolato       | Manolo                                      |
| Cristina Galvão      | Jandira                                     |
| Naruna Costa         | Renata                                      |
| Guilherme Piva       | Gabino do Bar                               |
| Wendell Bendelack    | Xicão                                       |
| Carla Lamarca        | Célia                                       |
| Antônio Fragoso      | Isidoro                                     |
| Carol Fazú           | Ivone                                       |
| Andréa Dantas        | Lídia                                       |
| Rita Porto           | Zulmira                                     |
| Rogério Freitas      | Dorival                                     |
| Prazeres Barbosa     | Amélia                                      |
| Daniel Marques       | Zé Paulo                                    |
| Cláudio Tovar        | Borges                                      |
| Vitor Novello        | Sérgio Fischer Amaral (Serginho)            |
| Thiago de Los Reyes  | Joaquim Garrido Marcondes de Almeida (Quim) |
| Polliana Aleixo      | Olívia Damasceno                            |
| Cristiano Ximenes    | Lucas Pereira Bastos                        |

### Participações especiais
| Intérprete             | Personagem                                                            |
| ---------------------- | --------------------------------------------------------------------- |
| Fernanda Machado       | Luciana Alencar                                                       |
| Vera Fischer           | Catarina Diniz                                                        |
| José Wilker            | Umberto Brandão                                                       |
| Cristiana Oliveira     | Araci Laranjeira                                                      |
| Ana Beatriz Nogueira   | Clarice Andrade Cortez                                                |
| Hugo Carvana           | Olegário Silveira                                                     |
| Dudu Azevedo           | Neymar                                                                |
| Leandra Leal           | Adriana                                                               |
| Tuca Andrada           | Jonas Brito                                                           |
| Nívea Maria            | Carmem Santana                                                        |
| Milton Gonçalves       | Gregório Gurgel                                                       |
| Thiago Rodrigues       | Daniel                                                                |
| Lavínia Vlasak         | Úrsula                                                                |
| Guilherme Leme         | Aquiles Trajano                                                       |
| Ângela Vieira          | Gisela Oliveira                                                       |
| Maria Padilha          | Marlene Valdez                                                        |
| Bianca Byington        | Dulce Petroni                                                         |
| Bia Seidl              | Helena                                                                |
| Norma Blum             | Olga Brandão                                                          |
| José Augusto Branco    | Floriano Brandão                                                      |
| André Barros           | José Carlos Peçanha (Zeca)                                            |
| Isabel Fillardis       | Marise                                                                |
| Leandro Lima           | Patrick de Jesus                                                      |
| Manuela do Monte       | Cíntia                                                                |
| Ellen Rocche           | Ingrid Matos                                                          |
| Alejandro Claveaux     | Paulo                                                                 |
| Jéssika Alves          | Vânia                                                                 |
| Adriano Garib          | Fonseca                                                               |
| Amanda Richter         | Vera                                                                  |
| Aisha Jambo            | Patrícia                                                              |
| Diogo Oliveira         | Garoto de programa                                                    |
| Flávio Pardal          | Miro                                                                  |
| Tamara Taxman          | Florinda                                                              |
| Xuxa Lopes             | Dolores                                                               |
| Zé Victor Castiel      | Werner Lindemberg                                                     |
| Xando Graça            | Valdemir Prudente                                                     |
| Daniel Del Sarto       | Vicente Marchetti                                                     |
| Gero Pestalozzi        | Fabiano Delamare                                                      |
| Beth Zalcman           | Cida                                                                  |
| Nelson Diniz           | Afrânio                                                               |
| Ildi Silva             | Daniela                                                               |
| Gláucio Gomes          | dono do bar que informa á Pedro o endereço de Zeca                    |
| Giulio Lopes           | Delegado Matos                                                        |
| Daniel Dalcin          | Afonso                                                                |
| Dênis Derkian          | Gomes (advogado de Silveira)                                          |
| Douglas Simon          | Gustavo                                                               |
| Ed Oliveira            | Rubens                                                                |
| Edgard Amorim          | Jorge                                                                 |
| Júlio Levy             | Gonzalez                                                              |
| Karina Dohme           | Jéssica                                                               |
| Larissa Queiroz        | Selma Macedo (Selminha)                                               |
| Elisa Lucinda          | Vilma Miranda                                                         |
| Emílio Pitta           | padre do casamento de Pedro e Marina                                  |
| Luiz Henrique Nogueira | Nicolas                                                               |
| Lidi Lisboa            | Cátia                                                                 |
| Marcelo Batista        | Santos (investiga a morte de Silveira)                                |
| Marcelo Laham          | Marcelo                                                               |
| José D'Artagnan Júnior | Reinaldo                                                              |
| Viviane Victorette     | Jana                                                                  |
| Vinícius Manne         | Hélio                                                                 |
| Alexandre Damascena    | segurança do shopping do Grupo Drummond                               |
| Cleiton Morais         | Diogão                                                                |
| Tina Kara              | prostituta que arma para Léo                                          |
| Vanessa Jardim         | caso de André que o comunica sobre o nódulo nos testículos            |
| Susana Ribeiro         | Dalva                                                                 |
| Tarciana Saad          | Lisa                                                                  |
| Carolina Holanda       | Ísis                                                                  |
| Cláudia Provedel       | Jane                                                                  |
| Carlos Vieira          | Walter                                                                |
| Amilton Monteiro       | Dr. Moreira (médico de Pedro)                                         |
| Arieta Corrêa          | Darcy                                                                 |
| Anja Bittencourt       | Neusa                                                                 |
| Bruno Gradim           | Dimas                                                                 |
| Bruno Torres           | Valdir                                                                |
| Cadu Fávero            | Márcio                                                                |
| Caetano O'Maihlan      | Fotógrafo de Natalie                                                  |
| Camilo Bevilacqua      | Ernani                                                                |
| Carlo Briani           | Delegado Rubens Guimarães                                             |
| Ana Carbatti           | Marlene Gurgel de Souza                                               |
| Marcelo Várzea         | Celso Tavares / Juca                                                  |
| Miguel Roncato         | Gilvan dos Santos                                                     |
| Murilo Elbas           | policial que lidera a invasão ao cassino clandestino de Afrânio       |
| Jonathan Azevedo       | Lino                                                                  |
| Murilo Grossi          | Delegado Freitas                                                      |
| Nathália Rodrigues     | Andressa Pereira                                                      |
| Maria Carolina Ribeiro | Vivian                                                                |
| Míriam Mehler          | Lurdes                                                                |
| Sarah Maciel           | Filha de Gisela                                                       |
| Nelson Diniz           | Afrânio                                                               |
| Nikolas Antunes        | homem com Bibi na Barão da Gamboa                                     |
| Paulo Giardini         | Martins                                                               |
| Paulo Reis             | Newton                                                                |
| Ricardo Pavão          | Delegado Marcos Rossi                                                 |
| Ricardo Rathsam        | Álvaro                                                                |
| Roberta Foster         | Tânia                                                                 |
| Omar Docena            | Cadú                                                                  |
| Mariana Dubois         | Denise                                                                |
| Mário César Camargo    | Getúlio Miranda                                                       |
| Gabriela Linhares      | Joana                                                                 |
| Alex Nader             | Piloto                                                                |
| Alexandra Martins      | Matilde Lenísio                                                       |
| Ana Berttines          | mulher na delegacia                                                   |
| Ana Teresa Welerson    | loira da boite                                                        |
| Anderson Cunha         | Repórter                                                              |
| André Guerreiro        | Figueiredo                                                            |
| André Santinho         | Frentista                                                             |
| Antônio Karnewale      | Clóvis (investiga a morte de Silveira)                                |
| Antonio Saboia         | Kiko                                                                  |
| Beta Perez             | Ana                                                                   |
| Beto Quirino           | homem no lançamento da revista Fogo Alto                              |
| Breno de Felippo       | Bira                                                                  |
| Bruno Dubeux           | instrutor de paraquedas de Léo                                        |
| Cacau Hygino           | Joel                                                                  |
| Carlos Fonte Boa       | Antenor                                                               |
| Carlos Viegas          | Juiz                                                                  |
| Carol Portes           | Fernanda                                                              |
| Cyrano Rosalém         | juiz de paz do casamento de Horácio e Natalie                         |
| Cris Carniato          | Caso de André                                                         |
| Sérgio Rufino          | Apolônio                                                              |
| Cristina Flores        | Cláudia Malta                                                         |
| Daniela Dinn           | Thelma                                                                |
| Daniel Faleiros        | Décio                                                                 |
| Daniel Jorge           | Léo (criança)                                                         |
| Deivy Rose             | juíza do julgamento de Horácio Cortez                                 |
| Diego Cristo           | Felipe Augusto Campos Melo                                            |
| Edson Kameda           | Empresário Chinês Chen Chi                                            |
| Felinto Bittencourt    | juiz de paz do casamento de Marina e Léo                              |
| Fernando Wellington    | Dr. Siqueira                                                          |
| Gilberto Marmorosch    | Mendonça                                                              |
| Gláucia Rodrigues      | Claudete                                                              |
| Herbert Richers Jr.    | Ramirez (cliente de Aquiles)                                          |
| Isaac Bernat           | Emerson                                                               |
| Ithamar Lembo          | Policial que investiga o assassinato de Norma                         |
| Jack Berraquero        | homem na delegacia                                                    |
| João Fernandes         | menino que fala com Pedro no aeroporto                                |
| John Klarner           | Luiz                                                                  |
| Juliana Terra          | Rita Fonseca                                                          |
| Juliano Righetto       | médico de André                                                       |
| Letícia Cannavale      | Dora                                                                  |
| Luisa Friese           | Marisa                                                                |
| Leonardo Netto         | chefe de Pedro na CTA                                                 |
| Linn Jardim            | Diana Chaves                                                          |
| Luca de Castro         | Tonico / Marcondes                                                    |
| Luciano Quirino        | Lutero                                                                |
| Marcelo Aquino         | psicólogo de Pedro                                                    |
| Marcelo Souto Maior    | segurança de Marina                                                   |
| Márcia do Valle        | Sônia                                                                 |
| Márcio Mariante        | Noronha                                                               |
| Marco Marcondes        | médico de Gregório                                                    |
| Marcos Acher           | Chagas                                                                |
| Marcos França          | copiloto do avião da CTA sequestrado                                  |
| Marcos Otávio          | Ivan                                                                  |
| Maria Elvira Raulino   | Mulher a quem Léo pede um jatinho                                     |
| Maria Lídia Costa      | senhora no ônibus com Daisy                                           |
| Mário Hermeto          | Gino                                                                  |
| Marise Gonçalves       | Adelaide                                                              |
| Marta Paret            | Vanessa                                                               |
| Maurício Silveira      | Samuel                                                                |
| Melissa Vettore        | Bia Faissal                                                           |
| Miguel Kelner          | treinador de vale-tudo de Douglas                                     |
| Otto Jr.               | Delegado Xavier                                                       |
| Pablo Aguilar          | Rogério                                                               |
| Paula Franco           | mulher de Ramirez                                                     |
| Paula Possani          | Mônica (jornalista que faz matéria sobre André)                       |
| Paulo Vespúcio         | Andrade (capanga de Afrânio)                                          |
| Rafael Sieg            | Cícero Torres                                                         |
| Renato Lobo            | Dr. Sabino                                                            |
| Roberto Birindelli     | inspetor de polícia em que Pedro e Marina dão queixa do sumiço de Léo |
| Roberto França         | Robson                                                                |
| Rodolfo Mesquita       | Eduardo                                                               |
| Rodrigo Rangel         | Saldanha                                                              |
| Rose Lima              | Neide                                                                 |
| Rubens Camelo          | Inspetor Tavares                                                      |
| Samir Murad            | Djalma                                                                |
| Sérgio Monte           | Clécio                                                                |
| Stella Maria Rodrigues | promotora do julgamento de Horácio                                    |
| Susanna Kruger         | Diva                                                                  |
| Tania Boscoli          | Zoraide                                                               |
| Thais Botelho          | Nina                                                                  |
| Val Perré              | Ivo                                                                   |
| Marcos Otávio          | Ivan                                                                  |
| ítalo Sasso            | Ney                                                                   |
| André Rebustini        | Rui                                                                   |
| Johny Luz              | Ciro                                                                  |
| Márcio Alvarez         | Marcos                                                                |
| Vânia Love             | Lívia Live                                                            |
| Victor Freeland        | juiz de paz do casamento de Norma e Teodoro                           |
| Viviana Rocha          | Cris                                                                  |
| Zemanuel Piñero        | Alejandro                                                             |
| Marília Pêra           | Ela mesma                                                             |
| Arlindo Cruz           | Ele mesmo                                                             |
| Ney Matogrosso         | Ele mesmo                                                             |
| Felipe Massa           | Ele mesmo                                                             |
| Roger Galera Flores    | Ele mesmo                                                             |
| Charles Möeller        | Ele mesmo                                                             |
| Daniela Sarahyba       | Ela mesma                                                             |
| Raica Oliveira         | Ela mesma                                                             |

## Produção

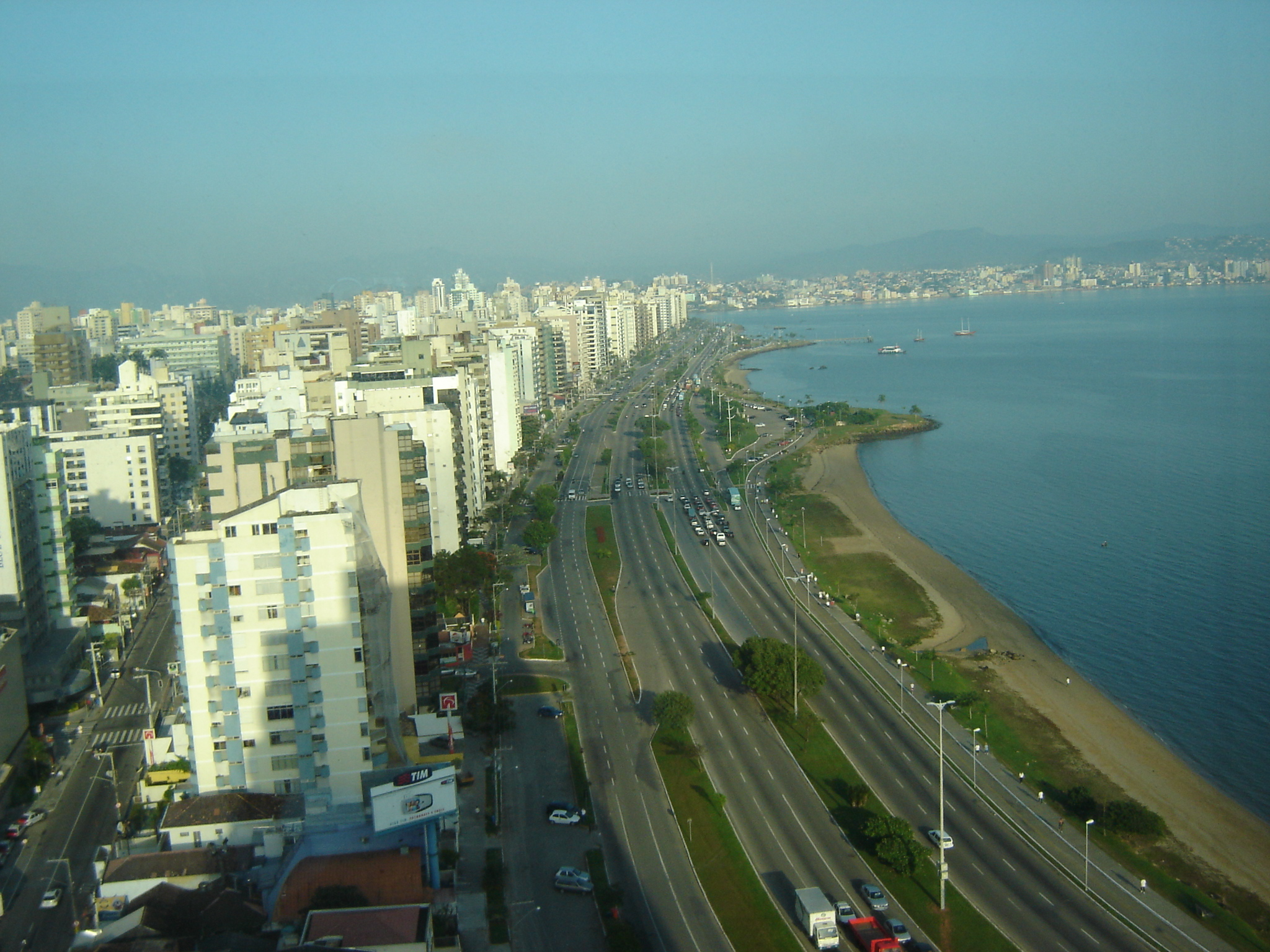
As primeiras cenas foram gravadas em Florianópolis.

Originalmente intitulada Lado a Lado, a novela foi aprovada em janeiro de 2010 para substituir Passione no início do próximo ano em uma disputa pela vaga no horário com Fina Estampa, de Aguinaldo Silva, que acabou ficando na sequência. Em junho foi anunciado que a trama tinha mudado de nome para Insensato Coração para expressar melhor a temática da história de amor de Marina e Pedro. Posteriormente Lado a Lado seria o nome da "novela das seis" escrita por João Ximenes Braga em 2012 sob supervisão de Gilberto Braga. As filmagens externas dos primeiros capítulos começaram em setembro de 2010 em Florianópolis, capital de Santa Catarina, três meses antes da estreia. A estratégia de começar as gravações tão antes deveu-se ao fato de setembro não ser época turística ainda, o que poderia atrapalhar o registro das cenas e o assédio do público em cima dos atores.
Devido aos desfalques no elenco e aos atrasos nas gravações, a emissora chegou a cogitar estender Passione e adiar Insensato Coração até fevereiro, porém Silvio de Abreu se recusou a aumentar a duração da reta final de sua novela e os trabalhos em Insensato Coração tiveram que ser agilizados para estrear em 17 de janeiro de 2011. Apesar de anunciarem que a história fugiria dos clichês tradicionais da maioria das novelas, os autores acabaram utilizando o famoso recurso do "quem matou?" na reta final. Os planos eram de que o assassinado seria o personagem de Gabriel Braga Nunes, porém os autores optaram por matar o de Glória Pires uma semana antes da gravação da cena.

### Escolha do elenco e problemas
Primeira opção dos autores, Ana Paula Arósio foi anunciada como a protagonista Marina em fevereiro de 2010. Originalmente Selton Mello foi convidado para interpretar o antagonista Léo, porém recusou por estar focado no cinema e não ter interesse em retornar às novelas – sua última foi Força de um Desejo, em 1999. Wagner Moura foi convidado na sequência, assim repetindo a parceria em Paraíso Tropical, mas também recusou pelo mesmo motivo de Selton, sendo que Fábio Assunção foi anunciado no papel em março. Em 13 de outubro, em Florianópolis, Ana Paula faltou às gravações sem explicações. A atriz arrumou suas malas e foi embora de volta ao Rio de Janeiro no mesmo dia, avisando a produção que não havia gostado do perfil da personagem após ler os roteiros dos primeiros capítulos e que não faria mais parte da novela. Na mesma semana a atriz rompeu o contrato com a TV Globo e anunciou que havia desistido da carreira de atriz, mudando-se com seu marido para Santa Rita do Passa Quatro, no interior de São Paulo, onde passou a criar cavalos.
Correndo contra o tempo, a emissora convocou Paolla Oliveira, Carol Castro, Vanessa Giácomo e Fernanda Vasconcellos para realizar testes para interpretar Marina, sendo que a primeira foi escolhida.
Em novembro a novela passou por uma nova problemática quando Fábio faltou em dois dias de gravação e, em 13 daquele mês, anunciou que também estava se retirando. Logo após foi revelado que o ator preferiu se ausentar para buscar tratamento preventivo com psicólogos antes de ter uma nova recaída na dependência química, já que passava por uma fase conturbada na vida pessoal. Gilberto Braga tentou convencer Wagner Moura, Selton Mello e Rodrigo Santoro a aceitarem o papel, uma vez que desejava ser o responsável por tirar um ator consagrado no cinema e devolvê-lo às novelas, porém os três recusaram exatamente por não quererem mais aquele tipo de formato. A direção chegou a oferecer Márcio Garcia e Malvino Salvador para o papel, mas Gilberto recusou e preferiu convidar Gabriel Braga Nunes – a quem havia se impressionado com seu trabalho em Poder Paralelo, na RecordTV – sendo o responsável por negociar a saída do ator da concorrente.
Cláudia Abreu foi convidada para interpretar Norma, porém a atriz estava grávida não pode aceitar, passando o papel para Glória Pires. Rainer Cadete chegou a ser confirmado como Vinícius, porém foi substituído por Thiago Martins. Convidada para interpretar Vitória, Joana Fomm teve que deixar o elenco por estar sofrendo de disautonomia, sendo substituída por Nathalia Timberg.

### Temas abordados
Em 14 de dezembro de 2010, antes mesmo do anúncio oficial da telenovela, o jornalista Leo Dias publicou em sua coluna no jornal Extra boa parte do enredo da trama, estabelecendo alguns dos principais temas que seriam abordados pela produção. A rivalidade entre irmãos é um dos temas que conduz a história. Léo, se vendo desprezado pelo pai, desenvolve considerável rivalidade com o irmão, Pedro, e passa a sustentar a ideia de que só se tornaria o "filho favorito" se tivesse mais sucesso do que ele. Insensato Coração recebeu considerável atenção da mídia pela quantidade de personagens assumidamente homossexuais, e pela personagem Natalie Lamour, ex-participante de um reality show e personagem-chave do núcleo cômico da produção.
Os autores tentaram fazer uma homenagem à novela Vale Tudo, ao colocar na companhia aérea da novela o nome de TCA, o mesmo da companhia de Odete Rotman. Porém o departamento jurídico da TV Globo vetou a ação. Além disso, a revista que teria o nome de Fama foi alterado para Espelho, e a empresa Modernsport mudou para Globalsport.
Porém houve uma cena em homenagem a Vale Tudo, exibida no dia 29 de junho de 2011, em seu capítulo 134, quando o personagem Cortez (Herson Capri) estava fugindo do país em seu jatinho, por conta de crimes de corrupção, repetindo o ato de "dar uma banana" para o país, como Marco Aurélio, personagem de Reginaldo Faria em Vale Tudo, havia feito no último capítulo desta. Entretanto, o desfecho das cenas foi diferente: se na trama original, Marco Aurélio conseguia fugir do país e terminava impune, a decolagem do jatinho de Cortez é impedida pela Polícia Federal, e ele acaba preso.

Ainda, o personagem de Capri serviu para homenagear a produção anterior dos autores, Paraíso Tropical, quando, nos primeiros capítulos, Cortez fez uma ligação para Marion Novais, personagem que Vera Holtz interpretou na trama de 2007.

## Exibição

### Exibição internacional
A novela Insensato Coração foi a novela mais vendida pela TV Globo no mercado internacional em 2012.
A novela já foi negociada para 68 países e tem tido estrondoso sucesso de audiência nos mercados onde vem sendo exibida.

### Outras mídias
Em 22 de janeiro de 2021, foi atualizada pelo Globoplay como parte do Projeto Originalidade, com a atualização para o formato de exibição original; com o formato de imagem restaurado em Full HD, além de aberturas, vinhetas de intervalo e encerramento originais.

## Recepção

### Avaliação em retrospecto
Em abril de 2011, a jornalista Patrícia Kogut do jornal O Globo publicou um texto que avaliava a produção até então, expondo suas deficiências: "Passados mais de três meses do lançamento, a impressão que se tem não é de dinamismo. Falta respeitar o que é praticamente um axioma: toda novela tem de ter uma história principal para prender a atenção. Seja qual for a de "Insensato coração", ela ficou diluída neste entra e sai de subtramas tão generalizadas que se tornaram prevalentes". Carla Bittencourt, do Extra, em oportunidades distintas, elogiou o roteiro de Braga e Linhares, mas mostrou-se decepcionada com a forma como as cenas escritas eram representadas nas filmagens: "Quem tem o privilégio de ler um capítulo de "Insensato coração" escrito por Gilberto Braga e Ricardo Linhares, às vezes, tem a impressão de que a novela no papel é infinitamente melhor do aquilo que é exibido na TV". Jorge Luiz Brasil, editor-chefe da revista especializada Minha Novela, elogiou a interpretação de Eriberto Leão e Paolla Oliveira, mas criticou a forma como o romance de seus personagens foi desenvolvido: "O maior erro de Insensato Coração foi a construção da história de amor de Pedro (Eriberto Leão) e Marina (Paolla Oliveira). Não por culpa dos atores, que fique bem claro. Aquela paixão arrebatadora nunca convenceu e um casal protagonista que fica junto apenas meia dúzia de cenas não poderia dar certo nunca".

### Criticas
A cena da queda do avião no primeiro capítulo causou polêmica pela ausência de verossimilhança. Capítulos posteriores também apresentariam inúmeros erros. Considerável comoção no estado de Mato Grosso do Sul foi registrada por equívocos geográficos. No diálogo entre os personagens de Luciana (Fernanda Machado) e Pedro (Eriberto Leão) levado ao ar no dia 21 de janeiro de 2011 tem-se a impressão de que a cidade Bonito fica no Mato Grosso. A Fundação de Turismo do Estado solicitou "possíveis reparações" ao autor Gilberto Braga, que acabaram por não ocorrer.
A emissora também se recusaria a reparar os comentários negativos em face de animais, ao transmitir informações altamente equivocadas quanto à transmissão da Toxoplasmose por gatos e incluir comentários negativos a cães dentre os diálogos da personagem Carol, interpretada por Camila Pitanga.
A cena em que a personagem Clarice morre seria mais ousada originalmente, mas, mesmo limitada, foi vista como "bem realizada". Da mesma forma, a interpretação caricata da atriz Bruna Linzmeyer teria minado a credibilidade da cena em que sua personagem tem seu primeiro orgasmo.
A insatisfação com o desenvolvimento da trama em seus primeiros meses de exibição fez com que a "segunda fase" fosse aguardada com ainda mais entusiasmo, segundo Fabíola Reipert: "A Globo está apostando todas as suas fichas em Gloria Pires para dar uma virada em Insensato Coração. (...) Além de ótima atriz, Gloria está com um personagem forte na mão, que tem tudo para tirar a novela do marasmo que está. Norma e seu desejo de vingança estão chamando a atenção do telespectador. Está na cara que a história vai começar a esquentar de verdade depois que ela sair da cadeia para dar o troco em Léo, papel de Gabriel Braga Nunes".

### Audiência
O primeiro capítulo estreou com 36 pontos de média e 56% de share, sendo este índice inferior a todas estreias das novelas antecessoras no horário. Em seus primeiros 28 capítulos, a novela obteve média de apenas 32 pontos, mostrando uma leve rejeição à trama e seus personagens. Durante os meses de fevereiro e março de 2011, era comum a novela das 7, TiTiTi, registrar audiência superior a Insensato Coração. No capítulo em que Carmem (Nívea Maria) morre de infarto ao descobrir o golpe de Léo (Gabriel Braga Nunes), exibido em 11 de abril, a novela marcou 39 pontos, sua maior audiência até então. Em 2 de junho, alcançou seu novo recorde de 41 pontos no capítulo em que Léo (Gabriel Braga Nunes) atropela e mata Irene (Fernanda Paes Leme). Os recordes, entretanto, não implicaram em alterações significativas na média da telenovela: em 26 de junho de 2011, o jornal Folha de S. Paulo expôs em matéria que a média da telenovela, durante seus 133 primeiros capítulos, era de apenas 34 pontos - o mesmo que Passione havia obtido no mesmo período.
Bateu recorde de audiência com 44 pontos no dia 30 de junho de 2011. No capítulo foram exibidas a continuação das cenas do encontro de Norma e Léo. Em 16 de agosto de 2011, novamente a telenovela atingiu índices considerados significativos na medição de audiência realizada pelo Ibope: 46 pontos. Nesse dia foi exibida a cena do assassinato da personagem Norma (Glória Pires). Seu último capítulo marcou seu mais novo recorde e consolidou média de 47 pontos, picos de 53 e 71% de participação. Embora não tenha alcançado índices superiores aos 50 pontos de audiência, como a antecessora Passione, a telenovela obteve uma audiência média levemente superior, algo visto por Ricardo Linhares, um dos autores, como um sinal de seu sucesso. A novela toda registrou 35.80 pontos de média, elevando apenas 0,66 décimos da trama anterior.

### Prêmios e indicações
| Ano  | Prêmio                    | Categoria                  | Indicação                          | Resultado |
| ---- | ------------------------- | -------------------------- | ---------------------------------- | --------- |
| 2011 | Melhores do Ano           | Melhor ator                | Gabriel Braga Nunes                | Venceu    |
| 2011 | Melhores do Ano           | Melhor atriz               | Gloria Pires                       | Indicado  |
| 2011 | Melhores do Ano           | Melhor atriz coadjuvante   | Deborah Secco                      | Indicado  |
| 2011 | Melhores do Ano           | Melhor atriz revelação     | Giovanna Lancellotti               | Venceu    |
| 2011 | Melhores do Ano           | Melhor atriz revelação     | Bruna Linzmeyer                    | Indicado  |
| 2011 | Melhores do Ano           | Melhor atriz revelação     | Tainá Muller                       | Indicado  |
| 2011 | Prêmio Extra de Televisão | Melhor novela              | Gilberto Braga e Ricardo Linhares  | Indicado  |
| 2011 | Prêmio Extra de Televisão | Melhor ator                | Gabriel Braga Nunes                | Venceu    |
| 2011 | Prêmio Extra de Televisão | Melhor atriz               | Glória Pires                       | Indicado  |
| 2011 | Prêmio Extra de Televisão | Melhor ator coadjuvante    | Herson Capri                       | Indicado  |
| 2011 | Prêmio Extra de Televisão | Melhor ator coadjuvante    | Ricardo Tozzi                      | Indicado  |
| 2011 | Prêmio Extra de Televisão | Melhor atriz coadjuvante   | Deborah Secco                      | Venceu    |
| 2011 | Prêmio Extra de Televisão | Melhor atriz coadjuvante   | Ana Lúcia Torre                    | Indicado  |
| 2011 | Prêmio Extra de Televisão | Melhor atriz coadjuvante   | Cristiana Oliveira                 | Indicado  |
| 2011 | Prêmio Extra de Televisão | Melhor atriz coadjuvante   | Deborah Evelyn                     | Indicado  |
| 2011 | Prêmio Extra de Televisão | Melhor revelação masculina | Juliano Cazarré                    | Indicado  |
| 2011 | Prêmio Extra de Televisão | Melhor revelação feminina  | Giovanna Lancelloti                | Indicado  |
| 2011 | Prêmio Extra de Televisão | Melhor figurino            | Insensato Coração                  | Indicado  |
| 2011 | Prêmio APCA               | Melhor ator                | Gabriel Braga Nunes                | Venceu    |
| 2011 | Prêmio APCA               | Melhor atriz               | Glória Pires                       | Venceu    |
| 2012 | Troféu Imprensa           | Melhor atriz               | Glória Pires                       | Indicado  |
| 2012 | Troféu Imprensa           | Melhor ator                | Gabriel Braga Nunes                | Venceu    |
| 2012 | Prêmio Contigo! de TV     | Melhor novela              | Gilberto Braga e Ricardo Linhares  | Indicado  |
| 2012 | Prêmio Contigo! de TV     | Melhor ator de novela      | Antonio Fagundes                   | Indicado  |
| 2012 | Prêmio Contigo! de TV     | Melhor ator de novela      | Eriberto Leão                      | Indicado  |
| 2012 | Prêmio Contigo! de TV     | Melhor ator de novela      | Gabriel Braga Nunes                | Venceu    |
| 2012 | Prêmio Contigo! de TV     | Melhor atriz de novela     | Deborah Secco                      | Indicado  |
| 2012 | Prêmio Contigo! de TV     | Melhor atriz de novela     | Glória Pires                       | Indicado  |
| 2012 | Prêmio Contigo! de TV     | Melhor atriz de novela     | Paolla Oliveira                    | Indicado  |
| 2012 | Prêmio Contigo! de TV     | Melhor ator coadjuvante    | Juliano Cazarré                    | Indicado  |
| 2012 | Prêmio Contigo! de TV     | Melhor ator coadjuvante    | Leonardo Miggiorin                 | Indicado  |
| 2012 | Prêmio Contigo! de TV     | Melhor ator coadjuvante    | Ricardo Tozzi                      | Indicado  |
| 2012 | Prêmio Contigo! de TV     | Melhor ator coadjuvante    | Thiago Martins                     | Indicado  |
| 2012 | Prêmio Contigo! de TV     | Melhor atriz coadjuvante   | Ana Lúcia Torre                    | Indicado  |
| 2012 | Prêmio Contigo! de TV     | Melhor atriz coadjuvante   | Deborah Evelyn                     | Indicado  |
| 2012 | Prêmio Contigo! de TV     | Melhor atriz coadjuvante   | Maria Clara Gueiros                | Venceu    |
| 2012 | Prêmio Contigo! de TV     | Melhor revelação da TV     | Giovanna Lancellotti               | Indicado  |
| 2012 | Prêmio Contigo! de TV     | Melhor autor de novela     | Gilberto Braga e Ricardo Linhares  | Indicado  |
| 2012 | Prêmio Contigo! de TV     | Melhor diretor de novela   | Vinícius Coimbra e Dennis Carvalho | Indicado  |

## Música
"Coração em Desalinho", famosa na voz de Zeca Pagodinho, foi cantada por Maria Rita a pedido do autor para o tema de abertura. "Pra que Discutir com Madame", cantada por João Gilberto, foi regravada pelo sambista Diogo Nogueira e outra regravação está presente na trama: a música "Eu Preciso de Você" de Tom Jobim, na voz de Verônica Sabino. A pedido do autor, Ney Matogrosso, gravou "Verdade da Vida" e Nana Caymmi interpreta a canção "Sem Poupar Coração", tema do casal principal da trama, Pedro e Marina.